# Gattung (Musik)
Gattung bezeichnet in der Musik einen Kompositionstypus. Nach Hermann Danuser ist der Gattungsbegriff „von logischen Klassifikationssystemen [...] auf einer mittleren Ebene angesiedelt. Er fügt verschiedene, auf einer unteren Ebene angesiedelte Arten zu einer Familie zusammen und erscheint umgekehrt mit anderen Erscheinungen derselben logischen Ebene unter einen gemeinsamen Oberbegriff subsumierbar. [...] Eine Art wird dadurch, daß man sie ihrerseits in weitere Typen untergliedert, zu einer Gattung für die nächstuntere Ebene, und umgekehrt wird eine Gattung dadurch, daß man sie mit anderen Gattungen zu einer übergreifenden Kategorie zusammenfaßt, ihrerseits zu einer Art.“
Die Lehre von den musikalischen Gattungen betrachtet in erster Linie die Kriterien Besetzung, Text, Funktion, Aufführungsort, Satzstruktur, Liturgie, Stil und Ton. Davon abzugrenzen ist der Begriff der Form, der den kompositorischen Formaufbau einer Komposition beschreibt, beispielsweise die Sonatenhauptsatzform, die innerhalb eines Satzes einer Sonate zu finden ist.
Die genaue Definition des Begriffs „Gattung“ ist wissenschaftlich stark diskutiert und es existiert keine exakte allgemeingültige Definition. Beispiele für Gattungen sind etwa Sonate oder Streichquartett, Messe oder Oper, die jeweils eine ähnliche Form besitzen können, sich jedoch in manchen der oben genannten Faktoren unterscheiden. Zeitgleich können Werke einer Gattung unterschiedliche Form besitzen.

## Gattung und Funktion der Musik
Oft überschneiden sich Bezeichnungen für Aufführungsrahmen mit den Bezeichnungen für das dort Aufgeführte: Kammermusik war einst Musik in der aristokratischen „Kammer“, scheint sich seit dem späten 18. Jahrhundert aber eher durch Besetzung, Stil etc. zu definieren. Der Begriff Opéra comique bezeichnet ein Pariser Theaterinstitut des 19. Jahrhunderts und zugleich eine Operngattung, die dort aufgeführt wurde. Das Menuett ist ein Gesellschaftstanz und zugleich ein Satz in der klassischen Sinfonie.
Gattung und Aufführungsrahmen entsprechen sich so und sind dann nur bedingt trennbar: Gattungen sind vor der Romantik eng an funktionale Zusammenhänge gebunden, Musik ist dann Gebrauchsmusik. Die Bindung an bestimmte Gattungstypen brachte für den Komponisten stets Beschränkungen seiner kompositorischen Möglichkeiten mit sich, z. B. bei Kirchensonaten oder zunächst bei der Gestaltung der geistlichen Oratorien, die nicht allzu opernhaft sein durften. Seit dem späten 18. Jahrhundert wurde Kammermusik jedoch – quasi gattungsübergreifend – auch im bürgerlichen Konzertsaal spielbar, und die Opéra comique konnte auch in deutschen (Provinz-)Theatern reproduziert werden. Dieser räumlichen Emanzipation entspricht oft die Emanzipation von ihrer Funktion, wie etwa bei Tanzmusik, die zum Sinfoniesatz wird.
Eine solche Emanzipation von der Funktionsmusik macht die Gattung rein bzw. „absolut“ (vgl. Absolute Musik). Sie bewahrt etwas (wie die aristokratische Kammer als Aura) und löst es zugleich aus seinem ursprünglichen Zusammenhang. Absolutheit zielt dem ästhetischen Anspruch nach auf Kunst als von der Wirklichkeit losgelöster „Gegenwelt“. Sie kann eine ungeschönte Betrachtung der historischen Fakten im 20. Jahrhundert behindern und steht seit den Katastrophen des 20. Jahrhunderts unter Ideologieverdacht.
Komponisten des 20. Jahrhunderts haben sich von allzu engen Gattungsbegriffen gelöst und haben hybride Mischformen im Rahmen klassischer Gattungen (wie z. B. die Kammersinfonie) oder im Rahmen der Künste (z. B. Performance als Mischform von Tanz/Theater und Musik) gefunden. In radikalen Experimenten negierte John Cage den Gattungs- und Werkbegriff vollständig.